# Demolizione 1
Demolizione 1 è il primo mixtape pubblicato nel 1998 dalla Porzione Massiccia Crew (PMC), gruppo hip hop bolognese.
In Demolizione 1 compaiono anche Joe Cassano (nel mixtape Jo' Cassano, scomparso nell'Aprile 1999), Fabri Fibra (all'epoca Fil), Word, Chime Nadir (Chinad), Deda, DJ Lugi e Shezan Il Ragio.

## Tracce
| 1  | Inoki                | Introduzione                    | 1:29 |
| 2  | DJ Lugi              | Astro Del Nastro Magnetico Shop | 1:20 |
| 3  | Jo' Cassano          | Nocche Dure                     | 1:40 |
| 4  | Gianni & Inoki       | Space Gianda                    | 3:13 |
| 5  | Chinad, Fil & Shezan | Ci Siamo                        | 2:29 |
| 6  | Fil & Inoki          | Guerra Fra I Poveri             | 3:17 |
| 7  | Deda & Inoki         | Freestyle                       | 3:28 |
| 8  | Inoki                | Demolizione                     | 2:28 |
| 9  | DJ Locca             | Bolo, Bolo, Bolo...             | 1:07 |
| 10 | Jo' Cassano          | Rischio Il Culo                 | 1:50 |
| 11 | Inoki                | Saluta                          | 0:50 |
| 12 | Gianni & Inoki       | Preeek                          | 2:35 |
| 13 | DJ Lugi              | Boogie Loogie Bpm               | 1:26 |
| 14 | Inoki                | Ogni Giorno                     | 3:23 |
| 15 | Inoki & Joe Cassano  | Giorno E Notte                  | 3:23 |
| 16 | Word                 | Per I Miei                      | 2:36 |
| 17 | Rischio              | Resistenza                      | 2:59 |